# Eleccions al Consell Insular de Menorca de 2015
Les eleccions al Consell Insular de Menorca de 2015 varen ser les terceres eleccions al Consell Insular de Menorca, celebrades el 24 de maig de 2015. Tenen dret de vot tots els ciutadans majors de 18 anys empadronats a Menorca. Aquestes eleccions es feren simultàniament amb les eleccions al Parlament de les Illes Balears i les eleccions municipals espanyoles de 2015.
El PP va guanyar les eleccions, però no va poder formar govern degut a un acord entre les forces d'esquerres Més per Menorca i Podem amb el suport extern del PSOE, que va fer presidental del Consell Insular de Menorca a Maite Salord Ripoll.

## Candidatures
Totes les candidatures van ser presentades a la Junta Electoral Central escaient i aprovades. A més, van ser publicades al Butlletí Oficial de les Illes Balears (BOIB).
| Candidatura | Candidatura                                                   | Cap de llista         |
| ----------- | ------------------------------------------------------------- | --------------------- |
|             | Partit Popular (PP)                                           | Santiago Tadeo Florit |
|             | Partit Socialista de les Illes Balears (PSIB-PSOE)            | Susana Mora Humbert   |
|             | Més per Menorca (MxMe)                                        | Maite Salord Ripoll   |
|             | Esquerra de Menorca-Esquerra Unida (EM-EU)                    | Juanmi Gomila         |
|             | Proposta per les Illes (PI)                                   | Josep Lluís Sintes    |
|             | Podem (PODEM)                                                 | Javier Antonio Ares   |
|             | Ciudadanos de Menorca-Unió des Poble de Ciutadella de Menorca | Francisco Tuztó       |

## Enquestes d'opinió
|                              |                   |     |      |        |        |          |       |       |       |        |       |      |  |  |  |
| Eleccions al Consell de 2015 | 24 maig 2015      | N/D | 58,3 | 31,7 5 | 22,5 3 | 18,7 3   | 4,1 0 | 3,0 0 | –     | 12,4 2 | 4,9 0 | 9,5  |  |  |  |
|                              |                   |     |      |        |        |          |       |       |       |        |       |      |  |  |  |
| IBES                         | 26 gen–6 feb 2015 | 200 | ?    | 34 6   | 22 3/4 | 13.0 1/2 | 6 0/1 | 3 0   | 3 0   | 14 1/2 | 2 0   | 12   |  |  |  |
|                              |                   |     |      |        |        |          |       |       |       |        |       |      |  |  |  |
| Eleccions al Consell de 2011 | 22 maig 2011      | N/D | 60,1 | 46,8 8 | 25,7 4 | 11,1 1   | 4,2 0 | –     | 1,0 0 | –      | –     | 21,1 |  |  |  |
|                              |                   |     |      |        |        |          |       |       |       |        |       |      |  |  |  |

## Resultats
| Partit                                     | Partit                                                        | Vots   | %     | Escons | +/– |  |
| ------------------------------------------ | ------------------------------------------------------------- | ------ | ----- | ------ | --- |  |
|                                            | Partit Popular                                                | 11.928 | 31,76 | 5      | 3   |  |
|                                            | Partit Socialista de les Illes Balears                        | 8.462  | 22,53 | 3      | 1   |  |
|                                            | Més per Menorca                                               | 7.038  | 18,74 | 3      | 2   |  |
|                                            | Podem                                                         | 4.681  | 12,46 | 2      | Nou |  |
|                                            |                                                               |        |       |        |     |  |
|                                            | Ciudadanos de Menorca-Unió des Poble de Ciutadella de Menorca | 1.869  | 4,97  | 0      | =   |  |
|                                            | Esquerra de Menorca-Esquerra Unida                            | 1.560  | 4,15  | 0      | =   |  |
|                                            | Proposta per les Illes                                        | 1.141  | 3,03  | 0      | =   |  |
| Total                                      | Total                                                         | 36.679 | n/a   | 13     | =   |  |
|                                            |                                                               |        |       |        |     |  |
| Vots vàlids                                | Vots vàlids                                                   | 37.547 | n/a   |        |     |  |
| Vots nuls                                  | Vots nuls                                                     | 608    | 1,59  |        |     |  |
| Participació                               | Participació                                                  | 38.157 | 58,38 |        |     |  |
| Cens                                       | Cens                                                          | 65.355 |       |        |     |  |
| Font: Junta Electoral de les Illes Balears |                                                               |        |       |        |     |  |